# Donjon Ter Heyden

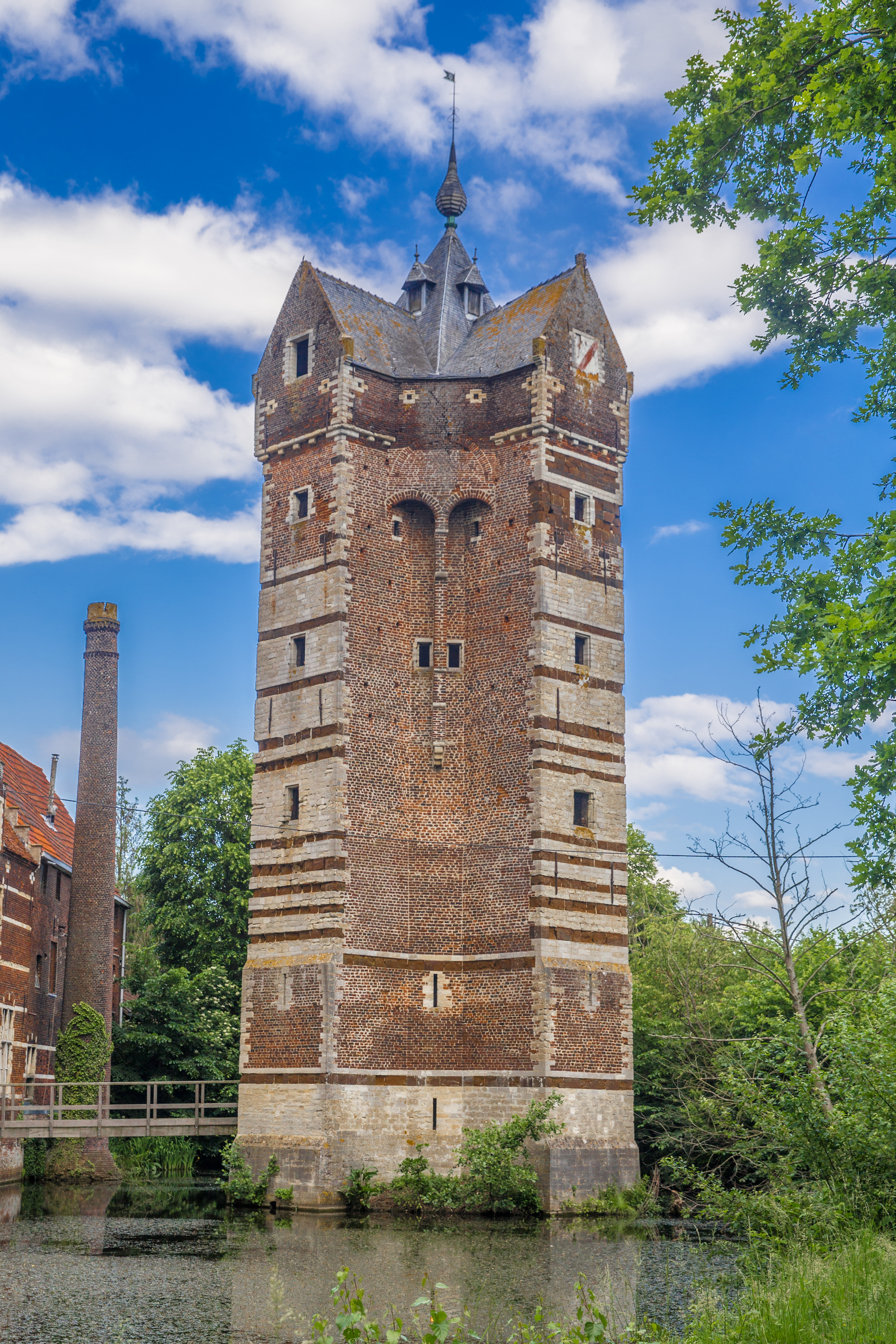
De donjon met ernaast de schouw van de oude brouwerij

De Donjon Ter Heyden, ook bekend als toren van Ter Heyden, is een woontoren in de Belgische plaats Rotselaar (provincie Vlaams-Brabant) uit het midden van de veertiende eeuw. De donjon werd tussen 1350 en 1363 gebouwd in opdracht van Gerard van der Heyden, de toenmalige drossaard van het hertogdom Brabant, toen deze door een huwelijk met een edeldame de status en de fondsen verwierf om een bouwwerk van dergelijk kaliber neer te poten.

## Grondplan en uitzicht
Hoewel donjons in oorsprong een militaire functie hadden, werden ze in de late middeleeuwen vooral gebouwd als statussymbool, omwille van de associaties met adeldom en ridderlijkheid. De donjon Ter Heyden was dus in eerste instantie bedoeld om er in te wonen.
De donjon verschilt van andere donjons, die meestal op een motte zijn gebouwd, in die zin dat hij rechtstreeks door een slotgracht is omgeven. De toren rust op een sokkel van witte zandsteen, is opgetrokken uit baksteen, is 30 meter hoog en telt zes verdiepingen in de vorm van een Grieks kruis.
Op het gelijkvloers bevond zich de ontvangstruimte van de heer. Daaronder bevinden zich twee kelderverdiepingen en daarboven twee ruime woonvertrekken. De bovenste verdieping fungeerde als slaapkamer.
Oorspronkelijk had de toren een plat dak met een weergang. De spits met het peervormige torentje werd er pas in de zeventiende eeuw bijgebouwd door de adellijke familie Eynatten, die het domein verwierf in 1619.
In 1870 werd de donjon gekocht door de hertog van Arenberg, die er verkeerdelijk van uitging dat het een restant was van het kasteel van Rotselaar, dat toebehoord had aan zijn voorouders. Het domein werd gepacht door de brouwersfamilie Smedts, die een brouwerij installeerde in het aanpalende herenhuis. De schouw naast het herenhuis herinnert nog aan die economische activiteit.
De huidige eigenaars zijn telgen uit die brouwersfamilie.